# Phedimus
Phedimus é um género botânico pertencente à família Crassulaceae.
Segundo a classificação filogenética Angiosperm Phylogeny Website, este género é sinónimo de Sedum.
1. ↑  «Phedimus — World Flora Online». www.worldfloraonline.org. Consultado em 19 de agosto de 2020